# Rushes (album)
Albums de The Fireman
Strawberries Oceans Ships Forest
(1993) Electric Arguments
(2008)
Albums par Paul McCartney
Paul McCartney's Standing Stone
(1997) Run Devil Run
(1999)
Rushes est le deuxième album de The Fireman, un duo constitué de Paul McCartney et Youth, paru en 1998.

## Pistes
Toutes les chansons sont écrites et composées par The Fireman.
| No | Titre                    | Durée |
| -- | ------------------------ | ----- |
| 1. | Watercolour Guitars      | 5:48  |
| 2. | Palo Verde               | 11:56 |
| 3. | Auraveda                 | 12:51 |
| 4. | Fluid                    | 11:19 |
| 5. | Appletree Cinnabar Amber | 7:12  |
| 6. | Bison                    | 2:40  |
| 7. | 7 a.m.                   | 7:49  |
| 8. | Watercolour Rush         | 1:45  |

## Article Connexe
Liverpool Sound Collage (2000)